# Caecidotea mackini
Caecidotea mackini is een pissebed uit de familie Asellidae. De wetenschappelijke naam van de soort is voor het eerst geldig gepubliceerd in 2006 door Lewis, Graening, Fenolio & Bergey.